# Curt Herzstark
Curt Herzstark nació el 26 de julio de 1902 en Viena y murió el 27 de octubre de 1988 en Nendeln, Liechtenstein. Los planes de Curt Herzstark para una calculadora mecánica de bolsillo, la Curta, literalmente le salvaron la vida durante la Segunda Guerra Mundial.
En 1938, mientras era director técnico de la compañía Rechenmaschinenwerk AUSTRIA Herzstark y Co., perteneciente a su padre, Herzstark ya había terminado el diseño, pero no podía fabricarlo debido a la anexión de Austria a la Alemania nazi. En su lugar, ordenaron a la compañía hacer dispositivos de medición para el ejército alemán. En 1943, quizás influenciado por el hecho de que su padre era un judío liberal, los nazis lo arrestaron por "ayudar a los judíos y elementos subversivos" y "mantener contactos indecentes con mujeres de raza aria" y lo enviaron al campo de concentración de Buchenwald. Sin embargo, los reportes del ejército sobre la producción de precisión de la firma AUSTRIA y especialmente sobre la experticia técnica de Herzstark indujeron a los nazis a tratarlo como "esclavo de inteligencia".
Su estancia en Buchenwald amenazó seriamente su salud, pero su condición mejoró cuando fue llamado para trabajar en la fábrica ligada al campo, que fue nombrada después Wilhelm Gustloff. Allí le ordenaron hacer un dibujo de la construcción de su calculadora, de modo que al final los nazis pudieran dar la máquina al Führer como regalo después del exitoso final de la guerra. El tratamiento preferencial le permitió sobrevivir en Buchenwald hasta la liberación del campo en 1945. Con el tiempo redibujó de memoria la construcción completa de la máquina.